# برونو ديتا
برونو ديتا (بالألبانية: Bruno Dita‏) (18 فبراير 1993 بتيرانا في ألبانيا - ) هو لاعب كرة قدم ألباني في مركز الوسط. شارك مع منتخب ألبانيا تحت 19 سنة لكرة القدم ومنتخب ألبانيا تحت 21 سنة لكرة القدم ومنتخب ألبانيا الوطني لكرة القدم للشباب ‏. أما مع النوادي، فقد لعب مع دينامو تيرانا ونادي تيوتا دورس وKF Besa Kavajë ‏.

## وصلات خارجية
- برونو ديتا على موقع الاتحاد الأوربي (الإنجليزية)
- برونو ديتا على موقع قاعدة بيانات كرة القدم.إي يو (الإنجليزية)
- برونو ديتا على موقع Soccerway.com (الإنجليزية)